# Регенгу
Регенгу (порт. Reguengo)  —  район (фрегезия) в Португалии,  входит в округ Порталегре. Является составной частью муниципалитета  Порталегре. По старому административному делению входил в провинцию Алту-Алентежу. Входит в экономико-статистический  субрегион Алту-Алентежу, который входит в Алентежу. Население составляет 712 человека на 2001 год. Занимает площадь 27,96 км².